# الوصول المبكر
الوصول المبكر (بالإنجليزية: Early access)‏ هو نموذج تمويلي في صناعة ألعاب الفيديو يمكن من خلاله للمستهلكين شراء ولعب لعبة في مراحل التطوير ما قبل الإصدار المختلفة، مثل ما قبل الألفا والألفا أو البيتا، بينما المطور قادر على استخدام هذه الأموال لمواصلة تطوير اللعبة. عادةً ما يساعد أولئك الذين يدفعون مقابل المشاركة في تصحيح أخطاء اللعبة، وتقديم الملاحظات والاقتراحات، وقد يتمكنون من الوصول إلى مواد خاصة في اللعبة. نهج الوصول المبكر هو طريقة شائعة للحصول على تمويل للألعاب المستقلة، ويمكن استخدامه أيضًا مع آليات التمويل الأخرى، بما في ذلك التمويل الجماعي.
تقليديًا، لا يقوم ناشرو الألعاب بإصدار إصدارات غير مكتملة من منتجاتهم للجمهور، وبدلاً من ذلك يعتمدون على اتفاقيات عدم الإفشاء للاختبار الداخلي. هذا يمنع مثل هذه الإصدارات من أن تصبح هدفًا لقرصنة البرامج، ويحد من المعلومات التي يمكن مشاركتها مع المنافسين.

## تاريخ
تقليديًا، لا يقوم ناشرو الألعاب بإصدار إصدارات غير مكتملة من منتجاتهم للجمهور، وبدلاً من ذلك يعتمدون على اتفاقيات عدم الإفشاء للاختبار الداخلي. هذا يمنع مثل هذه الإصدارات من أن تصبح هدفًا لقرصنة البرامج، ويحد من المعلومات التي يمكن مشاركتها مع المنافسين. على هذا النحو، يمول الناشرون التطوير الكامل للعبة من خلال اكتمالها، لكنهم يكونون أقل استعدادًا لتحمل المخاطر على العناوين التجريبية. في بعض الحالات، يجد الناشرون طرقًا للسماح للاعبين بالفوز أو شراء الوصول إلى الحالة التجريبية للعبة في بيئة خاضعة للرقابة. على سبيل المثال، تم تجميع دعوة للإصدار التجريبي من الجزء متعدد اللاعبين من هالو3 مع لعبة كراك داون، ما ساهم في المبيعات الأخيرة القوية لها.
بالنسبة للألعاب المستقلة التي تُوزع عادةً بدون ناشر، فإن مصدر تمويل التنمية لا يكون متاحًا بسهولة. تستخدم العديد من الشركات المستقلة الصغيرة الأموال الشخصية، بينما قد تحصل الشركات الكبيرة على استثمارات من مصادر أخرى، وقد أثبتت برامج التمويل الجماعي مؤخرًا مثل كيك ستارتر أو باتريون أنها قابلة للتطبيق لكليهما. هناك صعوبة أخرى للمطورين المستقلين وهي وسائل اختبار ألعابهم قبل الإصدار ونقص موارد الناشر وعدم الحصول على ملاحظات كافية قبل الإصدار.
يساعد مفهوم الوصول المبكر في التخفيف من كلتا المشكلتين. عادةً ما يُقدّم الوصول المبكر إلى اللعبة عندما تكون اللعبة في حالة قابلة للتشغيل ولكنها قد لا تكون كاملة الميزات، أو قد لا تزال هناك العديد من أخطاء البرامج التي يمكن العثور عليها. غالبًا ما تُعد هذه الألعاب في الإصدارات الأولية أو التجريبية، وقد تستغرق شهورًا أو سنوات من اكتمالها المتوقع. يمكن للاعبين المهتمين شراء تطوير اللعبة والوصول إلى البرنامج في حالة العمل، ويتم تشجيعهم على اللعب واختبار التحمل في البرنامج. يمكن أن تساعد ملاحظاتهم المطور على ضبط اتجاه اللعبة والفن وميكانيكا البرمجيات تحسبًا للإصدار النهائي. بمجرد إصدار اللعبة يستمر اللاعب في الوصول إلى البرنامج أو يكافأ بوسيلة للحصول على الإصدار النهائي من العنوان والإضافات الأخرى، مثل الأصوات أو اسمه في أرصدة اللعبة أو المكافآت الأخرى. يساعد هؤلاء اللاعبون في تمويل اللعبة حتى اكتمالها، لكن يخاطرون بعدم وصول اللعبة إلى الإصدار النهائي أبدًا. يمكن أن تأتي فائدة أخرى من الحديث الشفهي الأولي للعبة في حالة الوصول المبكر. نظرًا إلى أن اللاعبين غير مقيدين عادةً بالاتفاقيات السرية للمشاركة في الوصول المبكر، يمكن لهؤلاء اللاعبين تقديم مراجعات على وسائل التواصل الاجتماعي، أو لعب اللعبة على البث المباشر، ما قد يؤدي لاحقًا إلى إثارة الاهتمام بالعنوان.
تعد لعبة ماين كرافت أحد أشهر الأمثلة المبكرة لهذا النموذج. بدأ تطوير اللعبة في عام 2009 بواسطة ماركوس يرسون مبدئيًا لمتصفحات الإنترنت التي طورها جنبًا إلى جنب مع وظيفته بدوام كامل. أثبتت لعبة الإصدار ألفا أنها تحظى بشعبية كبيرة لدرجة أنه خلال شهر الإصدار أضاف بيرسون وسيلة يمكن للاعبين من خلالها دفع 10 يورو (حوالي 15 دولارًا أمريكيًا) للوصول إلى اللعبة ما سمح له بمواصلة تطويرها. مع زيادة مبيعات اللعبة، كان قادرًا على ترك وظيفته بعد حوالي ثمانية أشهر للعمل في اللعبة بدوام كامل، حيث أسس شركة موجانغ لجلب فريق تطوير أكبر. استمرت ماين كرافت في تقديم الوصول المبكر طوال فترة التطوير، ما ضمن حصول أولئك الذين اشتروها على الإصدار النهائي مجانًا، والذي تم في نوفمبر 2011. قبل ذلك، كان ما يقارب مليوني لاعب قد اشتروا إصدارات المرحلة ألفا وبيتا، وجُمع أكثر من 33 مليون دولار من هذه المبيعات المبكرة. أدى نجاح ماين كرافت إلى أن يصبح نهج الوصول المبكر طريقة شائعة لنشر العناوين المستقلة.

## أسلوب التعامل
للمساعدة في الوصول المبكر، قدمت بعض واجهات متاجر التوزيع الرقمي آليات المبيعات والتوزيع للمطورين لاستخدامها في تقديم عناوينهم في ظل الوصول المبكر. بينما تأخذ هذه المتاجر جزءًا صغيرًا من مبيعات الخدمة، فإنها تتعامل أيضًا مع المشكلات المعقدة المتعلقة بالمدفوعات من خلال بطاقات الائتمان والخدمات مثل بايبال، وعرض النطاق الترددي لتقديم البرامج، واسترداد المفاتيح لواجهات المحلات الرقمية الأخرى، والترويج داخل واجهة المتجر. أطلقت واجهة المحل الرقمية «ديسورا» مبادرة تمويل ألفا في عام 2011 لمساعدة المطورين المستقلين على الترويج للألقاب القادمة. أضافت «فالف» وصولاً مبكرًا إلى متجر ستيم في مارس 2013، ما سمح للمطورين بالاستفادة من واجهة متجر ستيم وواجهة برمجة التطبيقات. بدأت واجهة المتجر GOG.com برنامج الوصول المبكر، «الألعاب قيد التطوير» على غرار برنامج ستيم في يناير 2016، ولكن مع الحفاظ على فلسفة واجهة المتجر والحفاظ على عناوين خالية من إدارة الحقوق الرقمية وتوفير المزيد من التنظيم لفحص العناوين باستخدام الخدمة.
نفذت GOG أيضًا سياسة رد الأموال لمدة 14 يومًا بدون طرح أسئلة على عناوين الوصول المبكر، ما أزال بعض المخاطر على المشتري المحتمل. قدمت itch.io برنامج الوصول المبكر «ريفينري» في مايو 2016، والذي سمح للمطورين بالاختيار من بين نماذج الوصول المبكر الأخرى، بما في ذلك ألفا المستخدم المحدود والبيتا عن طريق الدعوة فقط.
أنشأت مجموعة هامبل باندل متجرًا متواضعًا يوفر أيضًا واجهة المتجر وطرق التوزيع للاعبين المستقلين الذين يرغبون في بيع الوصول المبكر إلى الألعاب، وبالنسبة للمطورين الذين يتطلعون إلى الحصول على ستيم، فقد وفر القدرة على توفير مفاتيح استرداد ستيم بمجرد إدراج هذه العناوين في واجهة المتجر، مع دمج طريقة للسماح للاعبين بالدفع أو الإكرامية للمطور بالإضافة إلى التكلفة الأساسية.
يتطلع صانعو وحدات التحكم في ألعاب الفيديو أيضًا إلى نجاح الوصول المبكر وإنشاء برامج مماثلة خاصة بهم لمستخدمي وحدات التحكم الخاصة بهم. ذكرت شركة سوني كومبيوتر إنترتينمنت في يوليو 2014 أنها تفكر في إنشاء برنامج وصول مبكر لمطوري بلاي ستيشن4 المستقلين باتباع نموذج ستيم، وأطلقت هذا النهج في سبتمبر 2015 مع لعبة دانغيون ديفيندرز2. بدأت مايكروسوفت أيضاً برنامج إكس بوكس غايم بريفيو في يونيو 2015 لأولئك المستخدمين المشاركين في معاينة لوحة القيادة لوحدة التحكم إكس بوكس1 مع خطط لتوسيعها بالكامل لجميع المستخدمين على كل من إكس بوكس1 وويندوز10. يختلف برنامج إكس بوكس غايم بريفيو عن الأساليب الأخرى، حيث تتضمن عناوين الوصول المبكر عرضًا تجريبيًا مجانيًا للعبة في حالة التطوير الحالية لمنح اللاعبين فرصة لاختبار اللعبة قبل الشراء. أُطلقت هذه الخدمة مع عناوين الوصول المبكر «ذا لونغ دارك» و«إلايت دينجيراس». تقدم غوغل برنامجًا مشابهًا للوصول المبكر لمتجر غوغل بلاي لأجهزة أندرويد بدءًا من منتصف عام 2016.